# 加藤和彦
加藤 和彦 （かとう かずひこ、1947年3月21日 - 2009年10月16日）は、日本の音楽家。作曲、編曲、音楽プロデュース、撥弦楽器や鍵盤楽器などの演奏・歌唱を通じて、制作者・実演家として活動した。愛称は「トノバン」。

## 概要
1960年代フォークグループ『ザ・フォーク・クルセダーズ』（通称フォークル）でデビュー。その後、ソロ活動に移行し、並行して1970年代初頭から中盤にかけてロックバンド『サディスティック・ミカ・バンド』で活動するなど、斬新なアイデアに満ちた創作活動で、1960年代後半から70年代の日本のミュージックシーンをリードした。
1970年に、のちにサディスティック・ミカ・バンドのヴォーカリスト・ミカになる福井ミカと結婚するが1975年に離婚。サディスティック・ミカ・バンドも同年に解散した。1977年に作詞家の安井かずみと再婚する。安井が病に倒れる1990年代初頭まで「作詞・安井かずみ/作曲・加藤和彦」のコンビで、通称『ヨーロッパ三部作』 などのソロ作品のほか、数々の作品を他ミュージシャンに提供した。時代の先端を行くファッショナブルな2人のライフスタイルも世間の注目を集めた。作曲家カルロ・サヴィーナ (Carlo Savina)に師事して音楽理論、オーケストレーションを学び、1980年代から映画・舞台音楽、1990年代後半からはスーパー歌舞伎の音楽など、ポップミュージックの垣根を越えたさまざまなジャンルの音楽も幅広く手がけていた。

## 略歴

### 出生
京都市伏見区に生まれる。生後すぐに神奈川県に移り、小学校4年まで鎌倉と逗子市で過ごし、その後京都に戻り1年で東京へ転居し、高校卒業まで日本橋で育つ。加藤自身「実は江戸っ子なんです」と述べている。

### ザ・フォーク・クルセダーズ結成
1963年に発表された、ボブ・ディランの『くよくよするなよ (Don't Think Twice, It's All Right)』に影響を受け、ギターを始める。1965年に東京都立竹台高等学校を卒業後、仏師だった祖父の後を継ぐ気持ち半分で 京都市伏見区の実家に近い仏教系大学龍谷大学に入学する。このころからアマチュア・フォークグループ、「ザ・フォーク・クルセダーズ」の活動を始める。

### プロデビュー
1967年にザ・フォーク・クルセダーズの解散記念として、自費でアルバム（インディーズではない）『ハレンチ（破廉恥）・ザ・フォーク・クルセダーズ』を制作。その中の『帰って来たヨッパライ』に対するリクエストがラジオ局に殺到し、プロデビューの話が持ち込まれる。加藤は難色を示したが、北山修の説得 を受けて龍谷大学経済学部を中退する。東芝音楽工業株式会社と契約し、1年限定でプロの世界に入る。
1968年に、ザ・フォーク・クルセダーズの2枚目のシングルとして予定していた『イムジン河』が発売中止となる。1968年7月1日に『水虫の唄』（作詞・作曲：山田進一、補作詞：足柄金太、補作曲：河田藤作）をアルバム『紀元貮阡年』の先行シングルとして発売した。彼らは曲に合わせていろいろな名前を使い分け、このシングルは「ザ・ズートルビー」という名前で発表した。1968年10月17日にザ・フォーク・クルセダーズは解散する。

### 第1期ソロ活動
1969年にシングル『僕のおもちゃ箱』を発表し、ソロ活動を開始。同時に作曲家としての作品提供も始め、キングストン・トリオのメンバーであるジョン・ステュワートに因んだ「ジョン」というペンネームを用いて自身のファンクラブ「クラブ・ジョン」を設立し、楽譜の出版なども行う。
シンガーとしては「トノヴァン」の愛称に示されるようなドノヴァンの影響下にある歌唱法を確立していく。この時期は頻繁にロンドンを訪れ、吉田克幸と知り合う。1970年7月に福井ミカと結婚。1971年4月5日 、北山修との連名によるシングル『あの素晴しい愛をもう一度』を発表。

### サディスティック・ミカ・バンド結成
1971年11月に配偶者のミカをボーカルに据えたサディスティック・ミカ・バンドを結成。ロンドンポップ、グラム・ロック、レゲエ、琉球音階などを導入するなど、実験精神に溢れたサウンドを展開。
1973年に、英国滞在時にザ・フォーク・クルセダーズの印税を投入して購入したPA機器、WEMを用いて、日本初のPA会社「ギンガム」を設立する。1973年にナショナル住宅建材株式会社のCMに使われた『家をつくるなら』をソロ名義でシングル発売する。
1974年にクリス・トーマスのプロデュースによるセカンド・アルバム『黒船』を発表する。10月2日から23日まで、ロキシー・ミュージックのオープニング・アクトとしてイギリス・ツアーを催す。1975年にミカと離婚し、サディスティック・ミカ・バンドは解散する。

### 第2期ソロ活動
1976年にシングル『シンガプーラ』を発表し、ソロ活動を再開する。1977年に同シングルの作詞を手がけた安井かずみと再婚し、以後、安井とのコンビで数多くの作品を発表した。1979年にワーナー・パイオニア へ移籍する。
1983年にCBS/SONYへ移籍し、ソロ・アルバム『あの頃、マリー・ローランサン』を発表。同年、村上龍原作の映画『だいじょうぶマイ・フレンド』の音楽監督を務め、以後多くの映画音楽を手がける。1980年代後半からは舞台音楽も手がけ、「スーパー歌舞伎」を加藤と共同で制作した市川猿之助は「歌舞伎史上初めて洋楽オーケストラを歌舞伎に取り入れた」と語った。1984年公開のアニメ映画『超時空要塞マクロス 愛・おぼえていますか』の劇中歌『愛・おぼえていますか』で第2回日本アニメ大賞主題歌賞を受賞する。

### バンド活動再開
1985年6月15日、国立競技場で5万人の観客を集めて開催された国際青年年 (IYY) 記念イベント"ALL TOGETHER NOW"にサディスティック・ユーミン・バンド（ヴォーカルは松任谷由実）として出演。1987年、東芝EMIに移籍し、ソロ・アルバム『マルタの鷹』を発表。1989年、サディスティック・ミカ・バンドを再結成。ヴォーカリストとして桐島かれんを迎え、アルバム『天晴』を発表。
1991年2月、安井かずみとの最後の共作となったソロ・アルバム『ボレロ・カリフォルニア』を発表。同年8月には画家の金子國義、CGアーティストの庄野晴彦と協同で日本初のマルチメディアソフト『Alice』を制作。1994年、安井かずみが死去。
1995年、クラシック音楽のソプラノ歌手、中丸三千繪と再々婚。1996年9月からNHK趣味百科「アコースティック・ギター入門」に講師として石川鷹彦とともに出演。教材として『あの素晴しい愛をもう一度』などを取り上げた。10月にはフジテレビ系『ポンキッキーズ』挿入歌として、西田ひかるとのデュエット曲『メロディー』を発表。2000年、中丸と離婚。
2002年、ザ・フォーク・クルセイダーズを新結成。同時に催された「新結成解散コンサート」は市川猿之助と共に歌舞伎の口上で幕を開けた。2005年、PlayStation 2用ゲームソフト『天外魔境III NAMIDA』の音楽を担当。指揮に佐渡裕、演奏に新日本フィルハーモニー交響楽団、歌手にサラ・ブライトマンを起用した。
2006年、サディスティック・ミカ・バンドを再々結成。ヴォーカルに木村カエラを迎え、アルバム『NARKISSOS』を発表。2007年には坂崎幸之助とのユニット「和幸（かずこう）」を結成。第1期ソロ時代の楽曲『不思議な日』なども取り上げた。
2008年3月、加藤を中心として小原礼、屋敷豪太、土屋昌巳が集まり、「男4人じゃムサい」とANZAをボーカルに起用し、VITAMIN-Q featuring ANZAを結成した。バンド名はエレクトリックギターやベースのパーツとして使われるオイルコンデンサーの名前から取られている。同年12月、『VITAMIN-Q』発表。
2009年10月2日、東京国際フォーラムでの松任谷由実のコンサートにゲスト出演し、「黄色いロールスロイス」にギターとヴォーカルで参加。これが公の場に姿を見せた最後の機会となった。

### 死去
2009年10月17日、長野県北佐久郡軽井沢町のホテルで遺体となって発見された。死因は首吊りによる自殺と見られる。加藤は生前、うつ病を診断されており、この1ヶ月ほど前から容態が悪化していたという。62歳没。

### 没後
2009年12月10日、北山修と坂崎幸之助の主催で「加藤和彦さんを偲ぶ会 KKミーティング」が行われる。生前の関係者が多数参加し、500名ほどが参加した。
2012年3月にNHK「ハイビジョン特集」にて安井の闘病生活を題材とした単発ドラマ「優雅な生活が最高の復讐である」が放映され、安井役を麻生祐未、加藤役を袴田吉彦が演じた。
2018年より毎年「あの素晴しい歌をもう一度コンサート」が開催されている（ニッポン放送主催）。コンサートの最後には「あの素晴しい愛をもう一度」を出演者全員で歌うことが恒例となっている。
2024年5月31日、加藤の関係者らが語るドキュメンタリー映画『トノバン 音楽家 加藤和彦とその時代』が劇場公開された。

## 人物

### 創作
- 「同じことは二度とやらない」をモットーとしており、サディスティック・ミカ・バンドやザ・フォーク・クルセダーズ再結成の際も、過去とは全く異なるアプローチで臨んでいた（フォーク・クルセダーズは「再結成」ではなく「新結成」であると加藤は語っていた）[12]。
- 「自分以上でも、自分以下でもない音楽」を作ることを信条とし、自身の生活におけるあらゆる体験が作品に昇華されるとした。ただし、体験が10とした場合、実際の作品に及ぼす影響は1くらいだという[book 7]。
- 映画音楽については、映画の持つウェイトを1とした場合、音楽を2として、両方合わせて5くらいになる作品を創りたいとしている[book 8]。

### 趣味
- 自ら本格的な料理を作ることを好み、専門の料理人について学んでもいる。ザ・フォーク・クルセダーズとしてプロデビューするまではコックの仕事に就く予定だった。加藤は料理と音楽創りには相通ずるものがあるとし、食材を楽曲、調理をレコーディング、食べることを聴くことに例えている[book 3][book 9]。
- 読書家であり、中学時代から集めていたハヤカワ・ミステリの蔵書は900冊に上っていた[book 1]。読む本のジャンルもさまざまで、安井かずみによれば、しばしば加藤は複数の本を同時進行で読んでいたという[book 10]。
- ファッション・リーダーとしても知られ、『MEN'S CLUB』や『POPEYE』などへの寄稿のほか[book 11]、『優雅の条件』『エレガンスの流儀』などの著書も出版している。

### 交友

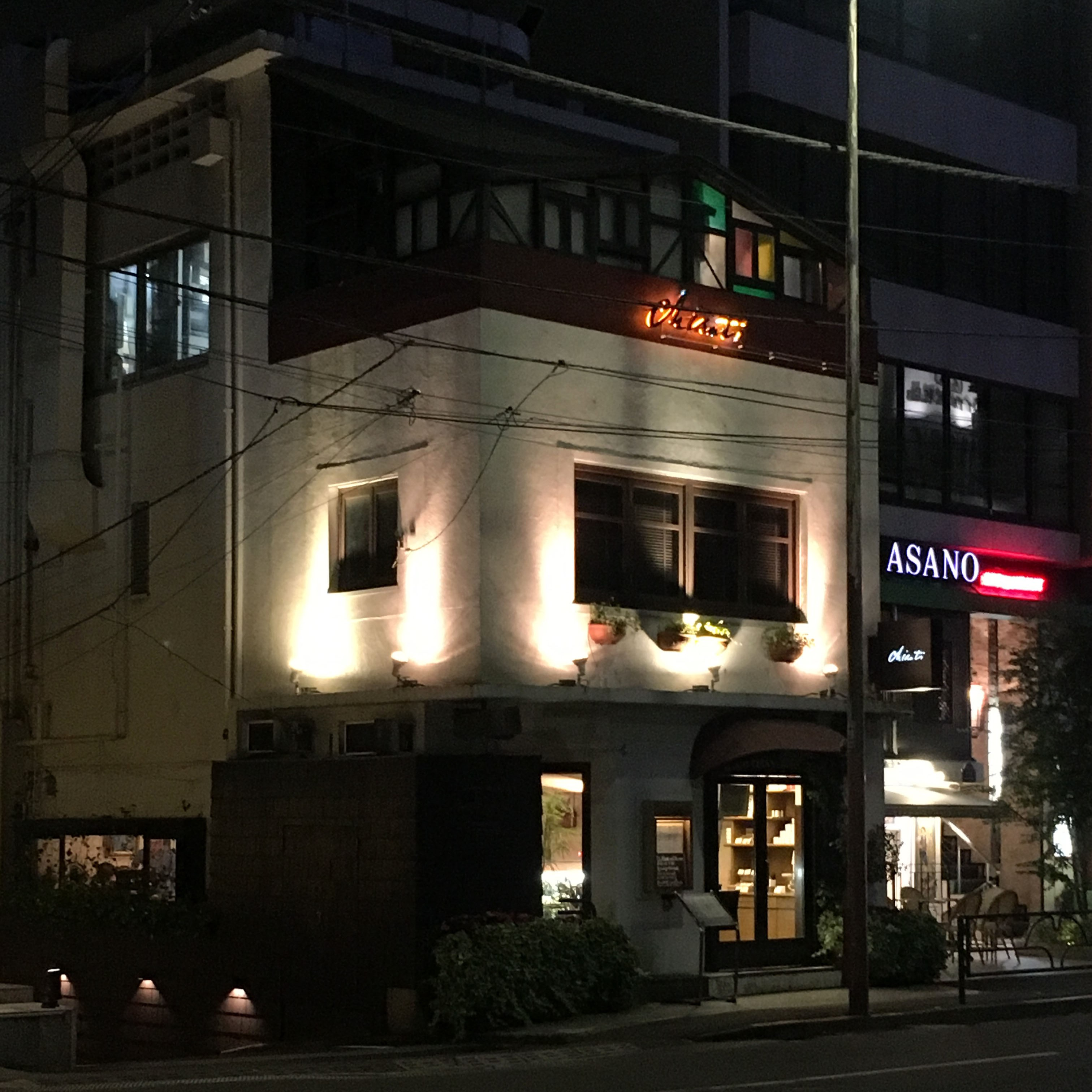
加藤と安井が友人達と通ったレストラン「キャンティ」（港区麻布台、2018年）

- 吉田拓郎は、加藤の才能は日本では唯一無二なもので、10人の歌手の10通りの歌へのアドバイスが即座にできるとし、自身もアレンジを依頼した『結婚しようよ』での加藤の仕事ぶりを目にしてから、音楽をやって行く自信がついたと語っている[book 12]。
- アイドル歌手の西田ひかるに曲を提供しているが、当時はまだ若くなおかつ帰国子女である西田には、加藤の仕事についての知識はあまりなかった。レコーディング前に行われるレッスンに加藤が参加した際は、音楽業界の大立者である加藤見たさに、普段は顔を出さないレコード会社の社員やスタッフなどが大勢集まり、とても賑やか（加藤が挨拶や握手攻めに遭っていて、なかなかレッスンがスムーズに進行せず、西田には迷惑なくらい）だったという。
- 晩年は鬱病を患い、死の直前にはそれが悪化していたという。死の1週間前には、神経症が持病の高橋幸宏と電話で「今、鬱でね」「どういう薬飲んでる？」と気楽に話しており、3日前には故郷の京都で旧友らと会食している。
- 遺書には「世の中が音楽を必要としなくなり、もう創作の意欲もなくなった。死にたいというより、消えてしまいたい」と綴られていたという[13]。
- 1993年、日本基督教団鳥居坂教会で、2番目の妻の安井かずみと揃ってキリスト教の洗礼を受けた。しかし、2009年に営まれた葬儀は生前の本人の遺志から無宗教方式で、喪主も葬儀委員長も立てずに密葬で行われた[14]。

## 受賞歴
- 1968年 - 第10回日本レコード大賞特別賞 - ザ・フォーク・クルセダーズ
- 1984年 - 第7回日本アカデミー賞優秀音楽賞 『だいじょうぶマイ・フレンド』『探偵物語』
- 1984年 - 第2回日本アニメ大賞主題歌賞 『愛・おぼえていますか』(『超時空要塞マクロス 愛・おぼえていますか』)
- 1987年 - 第10回日本アカデミー賞優秀音楽賞 『幕末青春グラフィティ Ronin 坂本竜馬』『野蛮人のように』[15]
- 1991年 - ベストドレッサー賞特別賞
- 1991年 - 第6回AVAマルチメディアグランプリ通産大臣賞 Macintosh用CD-ROM 『Alice』
- 2006年 - 第60回毎日映画コンクール音楽賞 『パッチギ!』

## ディスコグラフィ

### シングル
| #                                                     | 発売日                 | タイトル                                      | B面                                             | 規格                   | 規格品番               | オリコン最高位         |
| 東芝音楽工業 / EXPRESS                                | 東芝音楽工業 / EXPRESS | 東芝音楽工業 / EXPRESS                        | 東芝音楽工業 / EXPRESS                          | 東芝音楽工業 / EXPRESS | 東芝音楽工業 / EXPRESS | 東芝音楽工業 / EXPRESS |
| ----------------------------------------------------- | ---------------------- | --------------------------------------------- | ----------------------------------------------- | ---------------------- | ---------------------- | ---------------------- |
| 1st                                                   | 1969年4月10日          | 僕のおもちゃ箱                                | 明日晴れるか                                    | EP                     | EP-1143                | 70位                   |
| 2nd                                                   | 1969年9月10日          | ネズミ・チュウ・チュウ・ネコ・ニャン・ニャン  | 日本の幸福                                      | EP                     | EP-1173                | 圏外                   |
| 3rd                                                   | 1969年10月10日         | ぼくのそばにおいでよ                          | アーサーのブティック                            | EP                     | EP-1184                | 圏外                   |
| 東芝音楽工業 / DOUGHNUT                               |                        |                                               |                                                 |                        |                        |                        |
| 4th                                                   | 1973年3月20日          | 家をつくるなら                                | 不思議な日                                      | EP                     | DTP-2815               | 圏外                   |
| 5th                                                   | 1976年11月30日         | シンガプーラ                                  | キッチン&ベッド                                 | EP                     | DTP-10161              | 圏外                   |
| ワーナー・パイオニア / ワーナー・ブラザース・レコード |                        |                                               |                                                 |                        |                        |                        |
| 6th                                                   | 1979年10月21日         | アラウンド・ザ・ワールド                      | ジョージタウン                                  | EP                     | K-19W                  | 圏外                   |
| 7th                                                   | 1980年4月25日          | ソルティ・ドッグ                              | レイジー・ガール                                | EP                     | K-26W                  | 70位                   |
| 8th                                                   | 1980年8月1日           | おかえりなさい秋のテーマ - 絹のシャツを着た女 | サン・サルヴァドール                            | EP                     | K-33W                  | 36位                   |
| 9th                                                   | 1980年11月28日         | ルムバ・アメリカン                            | パリはもう誰も愛さない                          | EP                     | K-34W                  | 圏外                   |
| 10th                                                  | 1981年7月25日          | ロスチャイルド夫人のスキャンダル              | 浮気なGIGI                                      | EP                     | K-1507W                | 圏外                   |
| Kitty Records                                         |                        |                                               |                                                 |                        |                        |                        |
| 11th                                                  | 1983年3月25日          | だいじょうぶマイ・フレンド                    | 街に風が吹く時                                  | EP                     | 7DS-0035               | 96位                   |
| CBS/SONY                                              |                        |                                               |                                                 |                        |                        |                        |
| 12th                                                  | 1983年8月25日          | 優しい夜の過し方                              | あの頃、マリー・ローランサン                    | EP                     | 07SH 1380              | 圏外                   |
| 13th                                                  | 1985年9月21日          | ハリーズBAR                                   | 真夜中のバレリーナ ソング・フォー・ヴェネツィア | 12inch                 | 12AH 1912              | 圏外                   |
| 東芝EMI / TM FACTORY                                  |                        |                                               |                                                 |                        |                        |                        |
| -                                                     | 1992年8月5日           | INNOCENCE〜AGURI'S THEME                      | The Silverstone                                 | 8cmCD                  | TODT-2862              | 圏外                   |
| ソニー・ミュージックエンタテインメント                |                        |                                               |                                                 |                        |                        |                        |
| 14th                                                  | 1999年12月18日         | 愛はピカピカ                                  | 愛はピカピカ（リミックス・ヴァージョン）        | Maxi                   | SRCL 4740              | 圏外                   |

#### コラボレート・シングル
| 発売日                   | タイトル                 | B面                             | 規格           | 規格品番       | 発売元                 | オリコン最高位 |
| チッチとサリー           | チッチとサリー           | チッチとサリー                  | チッチとサリー | チッチとサリー | チッチとサリー         | チッチとサリー |
| ------------------------ | ------------------------ | ------------------------------- | -------------- | -------------- | ---------------------- | -------------- |
| 1970年3月5日             | チッチとサリー           | カフェ・ル・モンドのメニュー    | EP             | EP-1208        | 東芝音楽工業 / EXPRESS | 圏外           |
| 加藤和彦と北山修         |                          |                                 |                |                |                        |                |
| 1971年4月5日             | あの素晴しい愛をもう一度 | 僕を呼ぶ故郷                    | EP             | CTP-2415       | 東芝音楽工業 / CAPITOL | 10位           |
| 吉田拓郎・加藤和彦       |                          |                                 |                |                |                        |                |
| 1985年12月5日            | ジャスト・ア・RONIN      | RONIN                           | EP             | 7K-206         | フォーライフ・レコード | 68位           |
| 吉田拓郎 & 加藤和彦      |                          |                                 |                |                |                        |                |
| 1993年12月22日           | 純情                     | 5月の風                         | 8cmCD          | TODT-3161      | 東芝EMI / EASTWORLD    | 93位           |
| 西田ひかる with 加藤和彦 |                          |                                 |                |                |                        |                |
| 1996年10月1日            | メロディー               | メロディー (ひかるヴァージョン) | 8cmCD          | PCDA-00899     | ポニーキャニオン       | 67位           |

### アルバム

#### スタジオ・アルバム
|                                                       | 発売日                 | タイトル                     | 規格                   | 規格品番               | オリコン最高位         |
| 東芝音楽工業 / EXPRESS                                | 東芝音楽工業 / EXPRESS | 東芝音楽工業 / EXPRESS       | 東芝音楽工業 / EXPRESS | 東芝音楽工業 / EXPRESS | 東芝音楽工業 / EXPRESS |
| ----------------------------------------------------- | ---------------------- | ---------------------------- | ---------------------- | ---------------------- | ---------------------- |
| 1st                                                   | 1969年12月1日          | ぼくのそばにおいでよ         | LP                     | EP-7729                | 圏外                   |
| 東芝音楽工業 / CAPITOL                                |                        |                              |                        |                        |                        |
| 2nd                                                   | 1971年10月5日          | スーパー・ガス               | LP                     | CTP-9040               | 圏外                   |
| 東芝EMI / DOUGHNUT                                    |                        |                              |                        |                        |                        |
| 3rd                                                   | 1976年12月20日         | それから先のことは…          | LP                     | DTP-72223              | 圏外                   |
| 4th                                                   | 1978年2月5日           | ガーディニア                 | LP                     | DTP-72295              | 圏外                   |
| ワーナー・パイオニア / ワーナー・ブラザース・レコード |                        |                              |                        |                        |                        |
| 5th                                                   | 1979年10月25日         | パパ・ヘミングウェイ         | LP                     | K-10019W               | 67位                   |
| 6th                                                   | 1980年9月25日          | うたかたのオペラ             | LP                     | K-12001W               | 10位                   |
| 7th                                                   | 1981年7月25日          | ベル・エキセントリック       | LP                     | K-12501W               | 48位                   |
| CBS/SONY                                              |                        |                              |                        |                        |                        |
| 8th                                                   | 1983年9月1日           | あの頃、マリー・ローランサン | LP                     | 28AH1600               | 48位                   |
| 8th                                                   | 1983年9月1日           | あの頃、マリー・ローランサン | CT                     | 28KH1356               | 48位                   |
| 8th                                                   | 1983年9月21日          | あの頃、マリー・ローランサン | CD                     | 35DH48                 | 圏外                   |
| 9th                                                   | 1984年11月1日          | ヴェネツィア                 | LP                     | 28AH1791               | 84位                   |
| 9th                                                   | 1984年11月1日          | ヴェネツィア                 | CT                     | 28KH1581               | 84位                   |
| 9th                                                   | 1985年8月25日          | ヴェネツィア                 | CD                     | 32DH268                | 圏外                   |
| 東芝EMI / EASTWORLD                                   |                        |                              |                        |                        |                        |
| 10th                                                  | 1987年12月5日          | マルタの鷹                   | LP                     | RT28-5059              | 圏外                   |
| 10th                                                  | 1987年12月5日          | マルタの鷹                   | CT                     | ZT28-5059              | 圏外                   |
| 10th                                                  | 1987年12月5日          | マルタの鷹                   | CD                     | CT32-5059              | 圏外                   |
| 11th                                                  | 1991年2月27日          | ボレロ・カリフォルニア       | CD                     | TOCT-5998              | 圏外                   |
| 11th                                                  | 1991年2月27日          | ボレロ・カリフォルニア       | CT                     | TOTT-5998              | 圏外                   |

#### コンピレーション・アルバム
|                                                       | 発売日             | タイトル                                | 規格               | 規格品番           | オリコン最高位     |
| 東芝EMI / DOUGHNUT                                    | 東芝EMI / DOUGHNUT | 東芝EMI / DOUGHNUT                      | 東芝EMI / DOUGHNUT | 東芝EMI / DOUGHNUT | 東芝EMI / DOUGHNUT |
| ----------------------------------------------------- | ------------------ | --------------------------------------- | ------------------ | ------------------ | ------------------ |
| 1st                                                   | 1977年10月5日      | Catch-22                                | LP                 | DTP-60230/1        | 圏外               |
| ワーナー・パイオニア / ワーナー・ブラザース・レコード |                    |                                         |                    |                    |                    |
| 2nd                                                   | 1982年3月          | アメリカン・バー                        | LP                 | K-6004             | 圏外               |
| 2nd                                                   | 1982年3月          | アメリカン・バー                        | CT                 | LKF-1009           | 圏外               |
| CBS/SONY                                              |                    |                                         |                    |                    |                    |
| 3rd                                                   | 1985年12月21日     | Le Bar Tango                            | LP                 | 40AH1983/4         | 圏外               |
| 3rd                                                   | 1985年12月21日     | Le Bar Tango                            | CT                 | 40KH1812/3         | 圏外               |
| 3rd                                                   | 1985年12月21日     | Le Bar Tango                            | CD                 | 32DH347            | 圏外               |
| Pヴァイン                                             |                    |                                         |                    |                    |                    |
| 4th                                                   | 1999年2月25日      | 加藤和彦の世界                          | CD                 | PCD-1472           | 圏外               |
| EMIミュージック・ジャパン / EXPRESS                   |                    |                                         |                    |                    |                    |
| 5th                                                   | 2002年12月11日     | Memories 加藤和彦作品集                 | CD                 | TOCT-10895         | 圏外               |
| 日本コロムビア                                        |                    |                                         |                    |                    |                    |
| 6th                                                   | 2012年10月3日      | 加藤和彦作品集                          | CD                 | COCP-37459/60      | 圏外               |
| ユニバーサルミュージックジャパン                      |                    |                                         |                    |                    |                    |
| 7th                                                   | 2017年10月25日     | ヨーロッパ三部作・ベストセレクション    | CD                 | UPCY-7443          | 圏外               |
| 8th                                                   | 2024年5月22日      | The Works Of TONOBAN 〜加藤和彦作品集〜 | SHM-CD             | UICZ-8235/6        | TBA                |

#### サウンドトラック
| 発売日              | タイトル                                        | 規格                | 規格品番            | オリコン最高位      |
| 東芝EMI / EASTWORLD | 東芝EMI / EASTWORLD                             | 東芝EMI / EASTWORLD | 東芝EMI / EASTWORLD | 東芝EMI / EASTWORLD |
| ------------------- | ----------------------------------------------- | ------------------- | ------------------- | ------------------- |
| 1983年7月16日       | 探偵物語 オリジナル・サウンドトラック           | LP                  | WTP-90250           | 圏外                |
| 1983年7月16日       | 探偵物語 オリジナル・サウンドトラック           | CT                  | ZH28-1350           | 圏外                |
| 1983年7月16日       | 探偵物語 オリジナル・サウンドトラック           | CD                  | CA35-1036           | 圏外                |
| 2005年4月13日       | 天外魔境III NAMIDA オリジナル・サウンドトラック | CD                  | TOCP-67618          | 圏外                |

#### イメージ・アルバム
| 発売日               | タイトル             | 規格                 | 規格品番             | 備考 | オリコン最高位       |
| 東芝EMI / TM FACTORY | 東芝EMI / TM FACTORY | 東芝EMI / TM FACTORY | 東芝EMI / TM FACTORY | 東芝EMI / TM FACTORY                                                                                             | 東芝EMI / TM FACTORY |
| -------------------- | -------------------- | -------------------- | -------------------- | --- | -------------------- |
| 1992年8月5日         | LE PILOTE            | CD                   | TOCT-6541            | 加藤和彦/マーク・ゴールデンバーグ名義 1992年のF1世界選手権に参戦したフットワーク無限ホンダのイメージ・アルバム。 | 圏外                 |

#### トリビュート・アルバム
| 発売日                        | タイトル                                                       | 規格                        | 規格品番                    | オリコン最高位              |
| ギューン・カセット / 美音堂   | ギューン・カセット / 美音堂                                    | ギューン・カセット / 美音堂 | ギューン・カセット / 美音堂 | ギューン・カセット / 美音堂 |
| ----------------------------- | -------------------------------------------------------------- | --------------------------- | --------------------------- | --------------------------- |
| 2003年12月3日                 | Catch-35                                                       | CD                          | ENBN-004/5                  | 圏外                        |
| Sony Music Associated Records |                                                                |                             |                             |                             |
| 2004年6月2日                  | あの頃、マリー・ローランサン2004 A TRIBUTE TO K.Yasui & K.Kato | CCCD                        | AICL-1533                   | 圏外                        |
| 2004年6月2日                  | あの頃、マリー・ローランサン2004 A TRIBUTE TO K.Yasui & K.Kato | CD                          | AICL-1632                   | 圏外                        |

### 参加作品・楽曲
| 発売日        | 商品名                                                         | 歌                                       | 楽曲                                                             | 備考                                                                            |
| ------------- | -------------------------------------------------------------- | ---------------------------------------- | ---------------------------------------------------------------- | ------------------------------------------------------------------------------- |
| 1969年11月    | カレッジポップス・コンサート実況録音盤                         | 加藤和彦                                 | 「ぼくのそばにおいでよ」                                         | ゲストとして参加。                                                              |
| 1970年3月     | カレッジ・ポップス出初式                                       | 加藤和彦                                 | 「カフェ・ル・モンドのメニュー」                                 | ゲストとして参加。                                                              |
| 1970年12月    | カレッジ・ポップス・イン・U.S.A.                               | V.A.                                     | 「カリフォルニア・ドリーミン」                                   | サポートメンバーとして参加し、12弦ギターを演奏している。                        |
| 1970年12月    | カレッジ・ポップス・イン・U.S.A.                               | V.A.                                     | 「アーリー・イン・ザ・モーニング」                               | サポートメンバーとして参加し、12弦ギターを演奏している。                        |
| 1970年12月    | カレッジ・ポップス・イン・U.S.A.                               | V.A.                                     | 「あなたの世界」                                                 | サポートメンバーとして参加し、12弦ギターを演奏している。                        |
| 1970年12月    | カレッジ・ポップス・イン・U.S.A.                               | V.A.                                     | 「サマータイム〜時には母のない子のように」                       | サポートメンバーとして参加し、12弦ギターを演奏している。                        |
| 1970年12月    | カレッジ・ポップス・イン・U.S.A.                               | V.A.                                     | 「ジス・リトル・ライト」                                         | サポートメンバーとして参加し、12弦ギターを演奏している。                        |
| 1970年12月    | カレッジ・ポップス・イン・U.S.A.                               | V.A.                                     | 「ロード・トゥ・フリーダム」                                     | サポートメンバーとして参加し、12弦ギターを演奏している。                        |
| 1970年12月    | カレッジ・ポップス・イン・U.S.A.                               | V.A.                                     | 「真白き富士の嶺」                                               | サポートメンバーとして参加し、12弦ギターを演奏している。                        |
| 1970年12月    | カレッジ・ポップス・イン・U.S.A.                               | V.A.                                     | 「ソーラン節」                                                   | サポートメンバーとして参加し、12弦ギターを演奏している。                        |
| 1970年12月    | カレッジ・ポップス・イン・U.S.A.                               | V.A.                                     | 「さらば」                                                       | サポートメンバーとして参加し、12弦ギターを演奏している。                        |
| 1970年12月    | カレッジ・ポップス・イン・U.S.A.                               | V.A.                                     | 「グッドナイト」                                                 | サポートメンバーとして参加し、12弦ギターを演奏している。                        |
| 1970年12月    | カレッジ・ポップス・イン・U.S.A.                               | V.A.                                     | 「ラ・バンバ〜聖者が町にやって来る〜おたまじゃくしはかえるの子」 | サポートメンバーとして参加し、12弦ギターを演奏している。                        |
| 1970年12月    | カレッジ・ポップス・イン・U.S.A.                               | V.A.                                     | 「真白き富士の嶺」                                               | サポートメンバーとして参加し、12弦ギターを演奏している。                        |
| 1970年12月    | カレッジ・ポップス・イン・U.S.A.                               | V.A.                                     | 「ソーラン節」                                                   | サポートメンバーとして参加し、12弦ギターを演奏している。                        |
| 1970年12月    | カレッジ・ポップス・イン・U.S.A.                               | V.A.                                     | 「さらば」                                                       | サポートメンバーとして参加し、12弦ギターを演奏している。                        |
| 1970年12月    | カレッジ・ポップス・イン・U.S.A.                               | V.A.                                     | 「グッドナイト」                                                 | サポートメンバーとして参加し、12弦ギターを演奏している。                        |
| 1970年12月    | カレッジ・ポップス・イン・U.S.A.                               | V.A.                                     | 「シング・アウト：ラ・バンバ」                                   | サポートメンバーとして参加し、12弦ギターを演奏している。                        |
| 1970年12月    | カレッジ・ポップス・イン・U.S.A.                               | V.A.                                     | 「シング・アウト：聖者が町にやって来る」                         | サポートメンバーとして参加し、12弦ギターを演奏している。                        |
| 1970年12月    | カレッジ・ポップス・イン・U.S.A.                               | V.A.                                     | 「シング・アウト：おたまじゃくしはかえるの子」                   | サポートメンバーとして参加し、12弦ギターを演奏している。                        |
| 1970年12月    | カレッジ・ポップス・イン・U.S.A.                               | V.A.                                     | 「クローズイング：アイ・アイ・アイ」                             | サポートメンバーとして参加し、12弦ギターを演奏している。                        |
| 1971年4月     | S.O.S.コンサート〜フォークとロックの大合同演奏会               | 加藤和彦                                 | 「ウィズ・ア・リトル・ヘルプ・フロム・マイ・フレンズ」           | ゲストとして参加。                                                              |
| 1971年4月     | S.O.S.コンサート〜フォークとロックの大合同演奏会               | 加藤和彦                                 | 「もしも」                                                       | ゲストとして参加。                                                              |
| 1971年4月     | S.O.S.コンサート〜フォークとロックの大合同演奏会               | 加藤和彦                                 | 「ふしぎな日」                                                   | ゲストとして参加。                                                              |
| 1971年9月     | 北山修・ばあすでい・こんさあと                                 | 北山修・加藤和彦                         | 「あの素晴しい愛をもう一度」                                     | 大阪毎日ホールにおける実況盤                                                    |
| 1971年12月    | ヤング・ジャパン国際親善演奏旅行                               | 加藤和彦                                 | 「家をつくるなら」                                               | ゲストとして参加。                                                              |
| 1971年12月    | ヤング・ジャパン国際親善演奏旅行                               | 加藤和彦                                 | 「ララ・ムラ」                                                   | ゲストとして参加。                                                              |
| 1972年6月5日  | ジローズ・サヨナラ・コンサート                                 | ジローズ                                 | 「家をつくるなら」                                               | ゲストとして参加。                                                              |
| 1973年8月     | ラブ・ゼネレーション〜ラブ・ゼネレーション・ライヴ・コンサート | 加藤和彦とサディスティック・ミカ・バンド | 「ピクニック・ブギ」                                             | ゲストとして参加。                                                              |
| 1973年8月     | ラブ・ゼネレーション〜ラブ・ゼネレーション・ライヴ・コンサート | 加藤和彦とサディスティック・ミカ・バンド | 「銀河列車」                                                     | ゲストとして参加。                                                              |
| 1981年2月21日 | スネークマン・ショー                                           | ドクター・ケスラー                       | 「メケ・メケ」                                                   | ゲストとして参加。                                                              |
| 1983年        | 渚にて…                                                        | スティーヴ・ハイエット                   | 「Standing There」                                               | ギターとして参加。                                                              |
| 1988年4月6日  | 抱きしめたい                                                   | 加藤和彦                                 | 「ハニー・パイ」                                                 | ビートルズのトリビュート・アルバム。                                            |
| 1995年4月1日  | ゲンスブール・トリビュート'95                                  | MICHELLE FLYNN                           | 「うまうまマンボ」                                               | セルジュ・ゲンスブールのトリビュート・アルバム。 プロデュース、アレンジを担当。 |
| 2009年4月8日  | そしてもう一度夢見るだろう                                     | 松任谷由実                               | 「黄色いロールスロイス」                                         | ユーミンのオリジナル・アルバム。                                                |

### 未発表曲
- 「泣いて泣いて」※ザ・フォーク・クルセダーズ解散直後にサトウハチローとのコンビで私的に作られた未発表曲。ライブで一度演奏したきりで未レコーディングのままになっていたが、2016年12月に村上紗由里の演奏（EPレコード、2017年5月にCDミニアルバム）で約半世紀ぶりに日の目を見た。

### タイアップ
| 曲名                                          | タイアップ | 収録作品                                                  |
| --------------------------------------------- | --- | --------------------------------------------------------- |
| 家をつくるなら                                | ナショナル住宅 CMソング                                                                                       | シングル「家をつくるなら」                                |
| シンガプーラ                                  | シンガポール航空 CMソング                                                                                     | シングル「シンガプーラ」                                  |
| ソルティ・ドッグ                              | SUNTORY TROPICAL'80 イメージソング                                                                            | シングル「ソルティ・ドッグ」                              |
| おかえりなさい秋のテーマ - 絹のシャツを着た女 | 資生堂『おかえりなさい、秋の色』イメージソング                                                                | シングル「おかえりなさい秋のテーマ - 絹のシャツを着た女」 |
| だいじょうぶマイ・フレンド                    | (株)キティ・フィルム作品 東宝株式会社配給映画『だいじょうぶマイ・フレンド』オリジナル・サウンドトラック主題歌 | シングル「だいじょうぶマイ・フレンド」                    |
| 優しい夜の過し方                              | 東急建設 CMソング                                                                                             | シングル「優しい夜の過し方」                              |
| ジャスト・ア・RONIN                           | (株)東京放送・(株)電通提携作品/配給・東宝(株)『幕末青春グラフィティ Ronin 坂本竜馬』テーマ曲                  | コラボレーションシングル「ジャスト・ア・RONIN」           |
| INNOCENCE〜AGURI'S THEME                      | 東芝『Dynabook』CMソング                                                                                      | シングル「INNOCENCE〜AGURI'S THEME」                      |
| 純情                                          | テレビ東京12時間ドラマ『織田信長』主題歌                                                                      | コラボレーションシングル「純情」                          |
| メロディー                                    | フジテレビ系『ポンキッキーズ』メロディ                                                                        | コラボレーションシングル「メロディー」                    |
| 愛はピカピカ                                  | PlayStation・ソフト『fun! fun! Pingu 〜ようこそ南極へ〜』エンディング・ソング                                 | シングル「愛はピカピカ」                                  |

### 映画音楽
- だいじょうぶマイ・フレンド（1983年）
- 探偵物語（1983年）
- 天国の駅 HEAVEN STATION（1984年）
- 野蛮人のように（1985年）
- 幕末青春グラフィティ Ronin 坂本竜馬（1986年）
- ハワイアン・ドリーム（1987年）
- 菩提樹 リンデンバウム（1988年）
- ガラスの中の少女（1988年）
- 花の降る午後（1989年）
- 継承盃（1992年）
- 大失恋。（1995年）
- ちんちろまい（2000年）
- パッチギ!（2005年）
- 青いうた のど自慢青春編（2006年）
- つゆのひとしずく（2006年）
- パッチギ! LOVE&PEACE（2007年）

### テレビ番組音楽
- おしゃれテーマソング 日本テレビ（1980年）

### 舞台音楽
- 西遊記（1972年）
- YOKOHAMAスーパーオペラ『海光』（1989年）
- 西太后（1997年）
- スーパー歌舞伎・新三国志（1999年）
- KANSAI SUPER SHOW“ HELLO JAPAN! HELLO 21!! in Gifu”（2000年）
- スーパー歌舞伎・新三国志II（2001年）
- スーパー歌舞伎・新三国志III（2003年）
- スーパー歌舞伎・ヤマトタケル（2005年）
- 二十一世紀歌舞伎組・雪之丞変化2006（2006年）
- スーパー歌舞伎・ヤマトタケル（2008年）
- 二十一世紀歌舞伎組 新・水滸伝（2008年）
- うたかたのオペラ（2009年）

※その他

### ゲーム音楽
- 天外魔境III NAMIDA（2005年、ハドソン、PlayStation 2） - 作中にも加藤をモチーフとした名曲茶屋を営むキャラクター「カズ」が登場する。

### その他
- 「大統領殿」※ボリス・ヴィアン作詞 Le déserteur「徴兵忌避者」の日本語版
- 「手と手 手と手」※2008年のオリンパス・BRAVE CIRCLE 大腸がん撲滅キャンペーン・ソングで、加藤和彦のソロ名義で発表された最期の作品。無料配信曲としてリリースされ、非売品CDも頒布された[book 13]。

### 提供楽曲リスト (抜粋)
※五十音順、アルバムは太字で表記。

## 出演

### 音楽番組
- アップルハウス（1980年10月4日 - 1981年3月28日、フジテレビ系）※司会：加藤和彦、竹内まりや
- 趣味百科「アコースティック・ギター入門」（1996年9月 - 10月、NHK教育テレビジョン）※講師として石川鷹彦と出演

### テレビドラマ
- 青空に飛び出せ!（1969年、TBS）

### 映画
- 帰って来たヨッパライ（1968年、大島渚監督作品）
- 四月物語（1998年、岩井俊二監督作品）
- Sadistic Mica Band（2007年、滝本憲吾監督作品）

#### ドキュメンタリー映画
- トノバン 音楽家 加藤和彦とその時代（2024年5月31日、ナカチカピクチャーズ、監督：相原裕美）[16]

### ラジオ
- ヤングスタジオLOVE（TBSラジオ）
- JAM JAM 11（ラジオ大阪）
- 音楽ってなんだ!（FM東京）[1]
- SOUND GALLERY'AZ'（1989年 - 2000年3月、J-WAVE）
- MARUNOUCHI STYLISH CAFE (J-WAVE)

### CM
- 富士ゼロックス（現・富士フイルムビジネスイノベーション）（1970年）※「モーレツからビューティフルへ」のキャッチコピーで有名[book 14]。
- モービル石油（現・ENEOS）（1971年）※CMソング「気楽に行こう」（マイク眞木）加藤はナレーションを担当
- ナショナル住宅建材株式会社（現・パナソニック ホームズ株式会社）（1971年）※CMソング「家をつくるなら」
- セブン-イレブン（1981年）※CMソング「アメリカン・バー」（アルバム『ベル・エキセントリック』収録）
- トヨタ自動車・コロナ（8代目・T150系）（1983年 - 1987年）※秋山育（イラストレーター）、松山猛、肥田日出生（明治学院大教授）、ジミー・ネルソンと共演。CMソングは加藤作曲の「お前は引力」（歌：直井秀樹）。
- 東急建設（1983年）※CMソング「優しい夜の過し方」安井かずみと共演
- 東急建設（1993年）
- サントリー・レゼルブワイン（1987年）
- ホンダ・ライフ ナレーション（2003年 - 2004年）
- オリンパス・BRAVE CIRCLE 大腸がん撲滅キャンペーン（2008年）※キャンペーン・ソング「手と手 手と手」
- JT・分煙活動PR ナレーション（2008年 - 2009年）
- パイロットコーポレーション（当時はパイロット萬年筆株式会社）（1977年頃）

### 料理番組
- 「味の素ごちそうさまワールド・地球おいしいぞ!!」（1988年）※安井かずみと出演。挿入歌として「50年目の旋律」（アルバム『うたかたのオペラ』収録）が使用される[17]

### ドキュメンタリー番組
- 「早過ぎた人 世紀の伊達男 加藤和彦」（2011年、NHK総合）

## 書籍

### 単著
- 『優雅の条件』（1991年、京阪神エルマガジン / 2010年2月8日、ワニブックスPLUS新書、ISBN 9784847060137 / 2010年9月、シーオーツー、電子書籍）
- 『エレガンスの流儀』（2010年3月25日、河出書房新社）

### 共著
- 加藤和彦、立川直樹、森永博志編『加藤和彦スタイルブック あの頃、マリー・ローランサン』CBSソニー出版、1983年11月。ISBN 9784789701112。
- 加藤和彦、松木直也『加藤和彦 ラスト・メッセージ』文藝春秋、2009年12月。ISBN 9784163722801。
- 加藤和彦、前田祥丈『エゴ〜加藤和彦、加藤和彦を語る』スペースシャワーネットワーク、2013年7月。ISBN 9784906700882。
  - 加藤和彦、前田祥丈『あの素晴しい日々 加藤和彦、「加藤和彦」を語る』百年舎、2024年5月7日。ISBN 9784991203930。 ※上記「エゴ〜加藤和彦、加藤和彦を語る」の再販版（一部編集）[18]

#### 安井かずみとの共著
- 加藤和彦、安井かずみのキッチン＆ベッド（1977年7月、主婦と生活社）
- ワーキングカップル事情（1984年1月、とらばーゆBooks / 1986年3月、新潮文庫）
- ニューヨーク・レストラン狂時代（1987年5月、渡辺音楽出版）
- ヨーロッパ・レストラン新時代（1990年2月、渡辺音楽出版）
- カリフォルニア・レストラン夢時代（1991年1月、渡辺音楽出版）

### CD-ROM作品
- Alice（1991年）※金子國義、庄野晴彦との共作

### 資料集
- バハマ・ベルリン・パリ〜加藤和彦 ヨーロッパ3部作（2014年3月20日、リットーミュージック）

※のちに“ヨーロッパ3部作"と呼ばれるようになる『パパ・ヘミングウェイ』『うたかたのオペラ』『ベル・エキセントリック』の3枚を、当時エンジニアとしてかかわった大川正義がオリジナル音源を元にリマスタリングしたCDと、録音時に使用した加藤の手書きによるコード譜や安井の手書きによる歌詞、レコーディング・スタジオのトラック・シートなどの資料を収録したCD付き書籍。

### 評伝
- 文藝別冊 編『加藤和彦 あの素晴しい音をもう一度』河出書房新社、2010年2月。ISBN 978-4-30-997731-7。